# Sakoïba
Sakoïba est une localité et une commune rurale du Mali de l'arrondissement central de Ségou, dans le cercle et la région de Ségou.

## Villages
La commune s'étend sur 29 localités relevées lors du recensement général de 2009. 
Les villages les plus peuplés sont :
- Zogofina (1 749 habitants) ;
- N'Goin (1 616 habitants) ;
- Zogofina Were (1 102 habitants).

Le village chef-lieu communal Sakoïba, compte 879 habitants en 2009.
La loi 2023-007 attribue à la commune 30 villages ou quartiers  :
- Sakoïba
- Diassébougou
- Kobougou
- Djénina Wéré
- Sakoïbougou